# Yoandri Betanzos
Yoandri Betanzos Francis (Ciego de Ávila, 15 de febrero de 1982) es un atleta cubano de triple salto. Ha sido dos veces subcampeón mundial en su especialidad.

## Trayectoria
Su padre es un exboxeador y su madre una atleta especialista en carreras de velocidad. Practicó el boxeo a temprana edad, pero decidió probar suerte en el atletismo a los nueve años. Primero trató en el salto de altura, y posteriormente, por su estatura, le fue recomendado el triple salto. Para 1999 hizo su debut internacional en el Campeonato Juvenil de ese año logrando medalla de plata. Igual resultado obtuvo el año siguiente en el Campeonato Mundial Junior.
El 2001 consiguió varios éxitos entre los que destaca la medalla de oro en el Campeonato Panamericano Junior realizado en Santa Fe, Argentina. Para los Juegos Panamericanos de 2003, Betanzos se alzó con la medalla de oro con un registro de 17,26 m; y ese mismo año obtuvo medalla de plata en el Campeonato Mundial de Atletismo (17,28 m). A pesar de lesionarse durante el Campeonato Iberoamericano de 2004, participó en los Juegos Olímpicos de Atenas, y alcanzó la cuarta posición (17,47 m). El siguiente año repitió medalla de plata en Helsinki 2005 (17,42 m), y en Daegu 2011 alcanzó la final en la que se ubicó en la undécima posición (16,67 m).
Nuevamente afectado por lesiones, logró un tercer puesto en los Juegos Panamericanos de 2007, y en los Juegos Panamericanos de 2011 alcanzó la medalla de plata con marca de 16,54. En los Juegos Olímpicos de Londres, no pasó de la ronda preliminar y marcó una distancia de 16,22 m.
En Campeonatos Mundiales de Pista Cubierta, ha conquistado medallas de bronce en 2004 y 2006; y plata en 2010. 
Su mejor marca personal es de 17,65 lograda en La Habana, Cuba, el 25 de abril de 2009.